# Robert L. Eichelberger
Robert Lawrence Eichelberger (9 mars 1886 - 26 septembre 1961) est un officier général dans l'United States Army qui commandait la 8e armée dans la Guerre du Pacifique lors de la Seconde Guerre mondiale.
Diplômé de l'Académie militaire de West Point en 1909, il sert au Panama et à la frontière mexicaine avant de rejoindre la Force expéditionnaire américaine de Sibérie (en) en 1918. Il reçoit la Distinguished Service Cross pour des actes de bravoure répétés en Sibérie. Après la guerre, il est transféré à l'United States Army Adjutant General's Corps (en) et suit des cours au Command and General Staff College et au United States Army War College. Il est ensuite affecté comme secrétaire à l'état-major général du département de guerre, travaillant pour le chef d'état-major de l'United States Army, le général Douglas MacArthur.
En 1940, Eichelberger devient le surintendant de l'académie militaire de West Point. Il institue un certain nombre de réformes, en réduisant les activités telles que l'équitation et les parades militaires, et en adaptant la formation au combat moderne, dans laquelle les cadets participent à des exercices militaires aux côtés des unités de la Garde nationale. Il acquiert Stewart Field (en) pour en faire un centre de formation, ce qui permet aux cadets d'être qualifiés comme pilotes à West Point. En mars 1942, Il est nommé commandant de la 77e division d'infanterie et du 1er corps d'armée en juin.
En août 1942, Eichelberger est envoyé dans le Pacifique sud-ouest sous le commandement de la South West Pacific Area, où il conduit des troupes américaines et australiennes dans la sanglante bataille de Buna-Gona. En 1944, il obtient des victoires notables à Hollandia et à Biak. En tant que commandant général de la 8e armée nouvellement formée, Eichelberger mène l'invasion des Philippines du sud et nettoient les îles de Mindoro, Marinduque, Panay, Negros, Cebu et Bohol. En juillet 1945, ses forces défont les Japonais sur Mindanao. En août 1945, la 8e armée d'Eichelberger entame l'occupation du Japon pour une période de trois ans. Eichelberger se retire de l'armée à la fin de 1948.

## Jeunesse
Robert Lawrence Eichelberger est né à Urbana dans l'Ohio, le 9 mars 1886. C'est le plus jeune des cinq enfants de George Maley Eichelberger, agriculteur et avocat, et d'Emma Ring Eichelberger. Il grandit sur la ferme familiale de 95 hectares établie par son grand-père,. Il est diplômé de la Urbana High School (Ohio) (en) en 1903 et entre à l'Université d'État de l'Ohio où il rejoint la fraternité Phi Gamma Delta (en).
En 1904, Eichelberger convainc l'ancien associé de droit de son père, William R. Warnock, maintenant député pour le 8e district congressionnel de l'Ohio, de lui fournir le parrainage nécessaire à l'entrée à l'Académie militaire de West Point. Il entre à West Point en juin 1905. Sa classe de 1909 se distingue particulièrement avec 28 élèves à obtenir le grade de général, notamment Jacob Devers, John C. H. Lee (en), Edwin F. Harding (en), George Patton et William Hood Simpson. Eichelberger termine ses études à la 68e place sur 103.
Eichelberger est affecté comme second-lieutenant dans le 25e régiment d'infanterie (en) le 11 juin 1909, mais il est transféré au 10e régiment d'infanterie (en) à Fort Benjamin Harrison dans l'Indiana, le 22 juillet 1909. En mars 1911, le 10e d'infanterie est expédié à San Antonio au Texas et intégré à la division de manœuvre, qui vient d'être formée pour entreprendre des opérations d'offensives lors de la guerre de frontière avec le Mexique. Puis, en septembre, le régiment est envoyé dans la zone du canal de Panama. C'est au Panama qu'Eichelberger rencontre Emmaline Gudger, la fille d'Hezekiah A. Gudger, juge en chef de la Cour suprême de la zone du canal de Panama. Après une brève cour, ils se marient le 3 avril 1913.
En rentrant aux États-Unis en mars 1915, Eichelberger est affecté au 22e régiment d'infanterie (en) à Fort Porter (en) à Buffalo dans l’État de New York. Il est ensuite envoyé à la frontière mexicaine. Basé à Douglas dans l'Arizona, Eichelberger est promu au premier-lieutenant le 1er juillet 1916. En septembre, il est nommé professeur de sciences et tactiques militaires à la Kemper Military School (en) à Boonville dans le Missouri.

## Première Guerre mondiale
Après l'entrée des États-Unis dans la Première Guerre mondiale en avril 1917, Eichelberger est promu capitaine le 15 mai. En juin, il est affecté au 20e régiment d'infanterie à Fort Douglas dans l'Utah, afin de prendre le commandement d'un bataillon jusqu'en septembre, quand il est transféré au 43e régiment d'infanterie (en) nouvellement formé au camp Pike dans l'Arkansas. Il est instructeur principal d'infanterie au 3e camp d'entraînement des officiers au camp Pike jusqu'en février 1918, puis il est affecté à l'état-major général du Département de la Guerre à Washington, comme assistant du brigadier-général William S. Graves. Il est promu major le 3 juin 1918,.

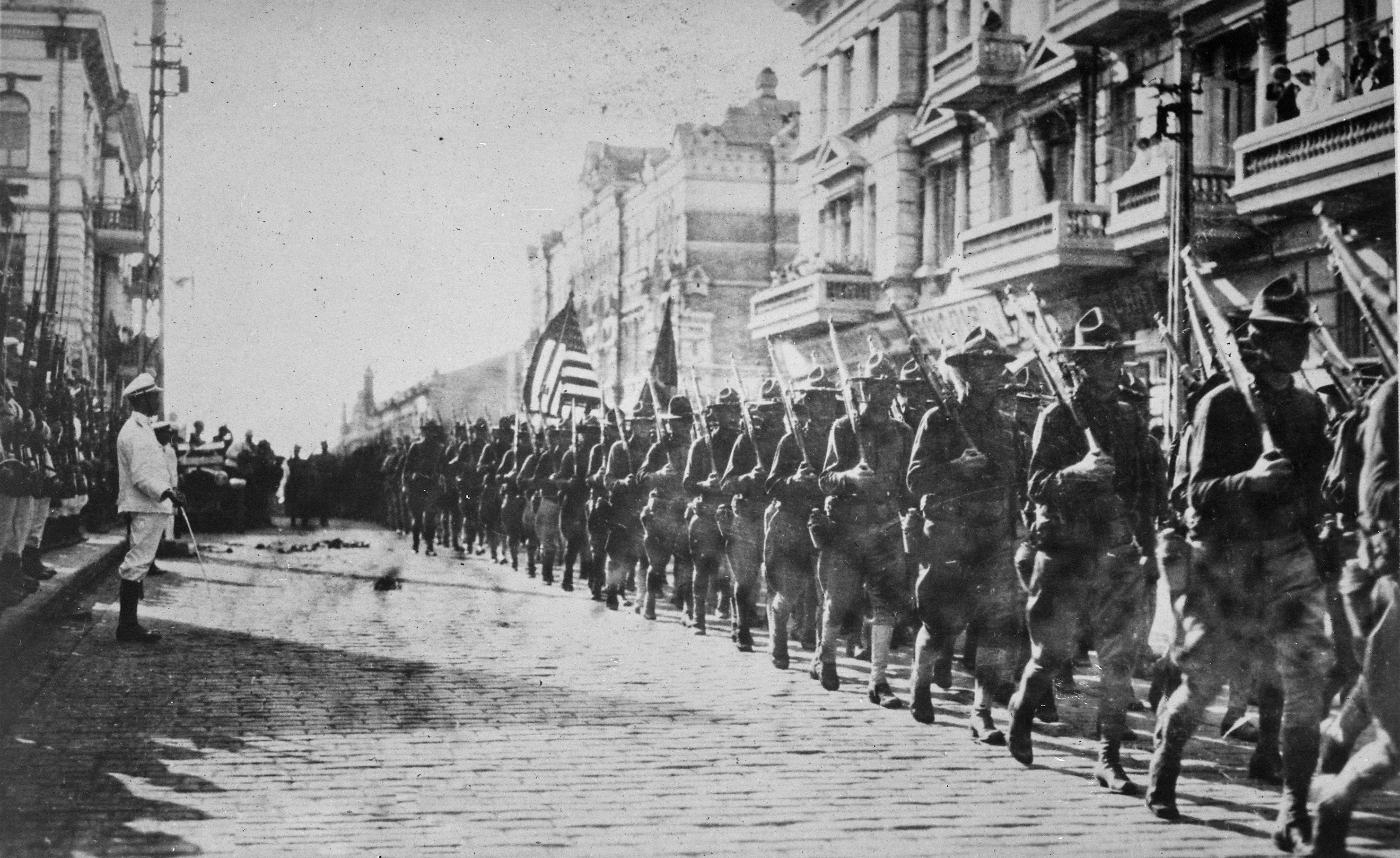
Les troupes américaines à Vladivostok défilant devant le bâtiment occupé par le personnel des Tchéco-Slovaques, le 1 août 1918.

En juillet 1918, Graves est nommé commandant de la 8e division basée à Palo Alto en Californie et qui devait être envoyée en France dans les 30 jours. Graves nomme Eichelberger comme chef d'état-major adjoint,. Alors qu'Eichelberger est en route vers la Californie, Graves lui apprend que la destination de la 8e division a changé, et que cette dernière doit maintenant prendre la route de la Sibérie. En effet, le président Woodrow Wilson a accepté de soutenir l'intervention des Alliés dans la guerre civile russe. Graves est chargé de prendre le commandement des troupes américaines en Sibérie (en). Ces dernières quittent San Francisco le 15 août avec Eichelberger comme chef d'état-major adjoint,.
Graves est informé que sa mission est davantage politique que militaire, et par conséquent qu'il doit maintenir une stricte neutralité. Eichelberger se retrouve alors dans un environnement politique, diplomatique et militaire complexe. Peu de temps après son arrivée, il est nommé au Conseil militaire interallié des dix nations qui est responsable de la stratégie alliée. Eichelberger est convaincu que les objectifs des alliés français et britanniques en Sibérie ne sont pas nécessairement les mêmes que ceux des Américains, mais ces derniers ne sont pas non plus très clair, surtout lorsque le département d’État et le département de la Guerre ne sont pas toujours d'accord. La politique américaine préconise la protection du chemin de fer Transsibérien, mais celui-ci est sous le contrôle des forces de l'armée blanche de l'amiral Alexandre Koltchak, qu'Eichelberger considère comme des « assassins » et des « coupables ».
Pour son service en Sibérie, Eichelberger reçoit la Distinguished Service Cross, et l'Army Distinguished Service Medal. Il est également promu lieutenant-colonel le 28 mars 1919. Graves lui interdit de recevoir l'Ordre britannique du Service distingué et la Légion d'honneur française comme d'autres membres du Conseil militaire interallié. Eichelberger reçoit cependant l'Ordre japonais du Trésor sacré et l'Ordre du Soleil levant. L'intervention de Sibérie donne à Eichelberger l'occasion d'observer directement l'armée japonaise et il se montre impressionné par leur entraînement et leur discipline. Il conclut que si ces troupes étaient bien commandées, elles seraient plus qu'à la hauteur des troupes américaines. Le corps expéditionnaire américaine en Sibérie se retire en avril 1920.

## Entre-deux-guerres
Au lieu de retourner aux États-Unis après son service en Sibérie, Eichelberger devient chef d'état-major adjoint du Philippine Department (en) le 4 mai 1920. Comme beaucoup d'officiers après la Première Guerre mondiale, il retrouve son grade permanent, en l’occurrence de capitaine, le 30 juin 1920, mais il est immédiatement promu major le lendemain. Emmaline le rejoint à Vladivostok en mars 1920, et tous les deux voyagent au Japon avant de rejoindre les Philippines. En mars 1921, Eichelberger devient chef de la mission de renseignement en Chine. Il établit des bureaux de renseignement à Pékin et Tianjin, et il rencontre le Président de la République de Chine, Sun Yat-sen. Il retourne finalement aux États-Unis en mai 1921, où il est affecté à la section renseignement de la division Extrême-Orient de l'état-major du département de la Guerre.
Eichelberger est particulièrement déçu par son échec à intégrer la liste d'admissibilité du personnel général,. En effet, la Loi sur la défense nationale de 1920 (en) exige que seuls les officiers de cette liste puissent être promus au poste de brigadier-général. Concluant que ses perspectives de promotion dans l'infanterie sont pauvres, et à la demande de l'adjudant-général, le major général Robert Courtney Davis, il est transféré au United States Army Adjutant General's Corps (en) le 14 juillet 1925. Il continue à travailler avec l'état-major général du département de la Guerre, mais depuis le bureau de l'adjudant-général. En avril 1925, il est affecté à Fort Hayes (en) dans l'Ohio, en tant qu'adjudant-général adjoint du 5e Corps Area (en),.

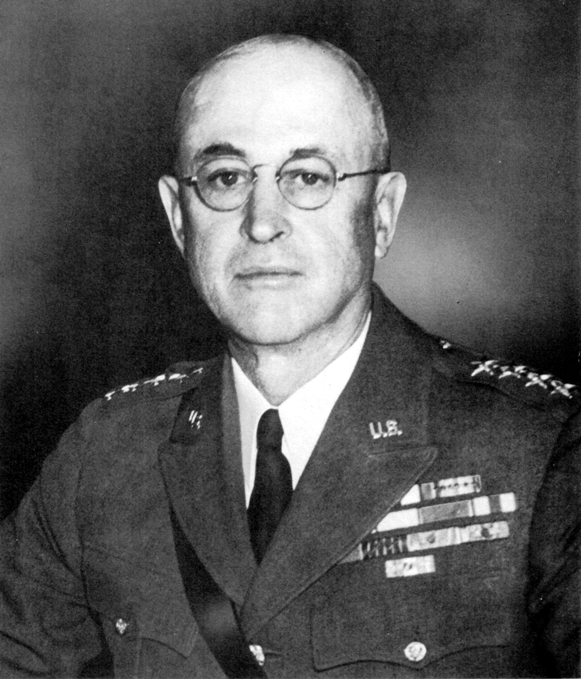
Le général Malin Craig.

Davis offre à Eichelberger la possibilité d'intégrer le Command and General Staff College à Fort Leavenworth. Eichelberger rejoint les 247 autres officiers là-bas en juillet 1924. Puisque les étudiants sont placés par ordre alphabétique, il s'assoit à côté de l'officier qui est au sommet de la classe, la major Dwight D. Eisenhower. Parmi les autres élèves de la classe figurent Joseph Stilwell, Leonard T. Gerow et Joseph T. McNarney (en). Eichelberger obtient son diplôme en se classant parmi le premier quart des élèves et demeure au Command and General Staff College comme son adjudant-général. En 1929, il intègre le War College, et après l'obtention de son diplôme, il est affecté au bureau de l'adjudant-général à Washington.
En 1931, Eichelberger est envoyé à West Point comme adjudant. Il est promu lieutenant-colonel le 1er août 1934. En avril 1935, il devient secrétaire de l'état-major général du département de la Guerre, travaillant pour le chef d'état-major de l'United States Army, le général Douglas MacArthur. Eichelberger retourne dans l'infanterie en juillet 1937, bien qu'il soit resté secrétaire de l'état-major du département de la Guerre jusqu'en octobre 1938, promu au rang de colonel le 1er août 1938.
Le nouveau chef d'état-major, le général Malin Craig offre à Eichelberger le commandement du 29e régiment d'infanterie (en), basé à Fort Benning en Géorgie. Eichelberger préfère refuser car il avait été loin de l'infanterie pendant de nombreuses années, et certains officiers d'infanterie pourraient être jaloux. Au lieu de cela, il accepte le commandement du 30e régiment d'infanterie, une unité moins prestigieuse stationnée au Presidio de San Francisco, mais s'il se trouve encore des officiers pour critiquer que l'on confie le commandement d'un régiment à un officier âgé de 52 ans. Avant de partir, il effectue un bref séjour à l'école d'infanterie de Fort Benning, pour se refamiliariser avec l'infanterie. Dans le cadre de la 3e division d'infanterie, le 30e régiment Infanterie participe à une série d'exercices d'entraînement majeurs au cours des deux prochaines années.

## Seconde Guerre mondiale

### West Point et préparatifs de guerre

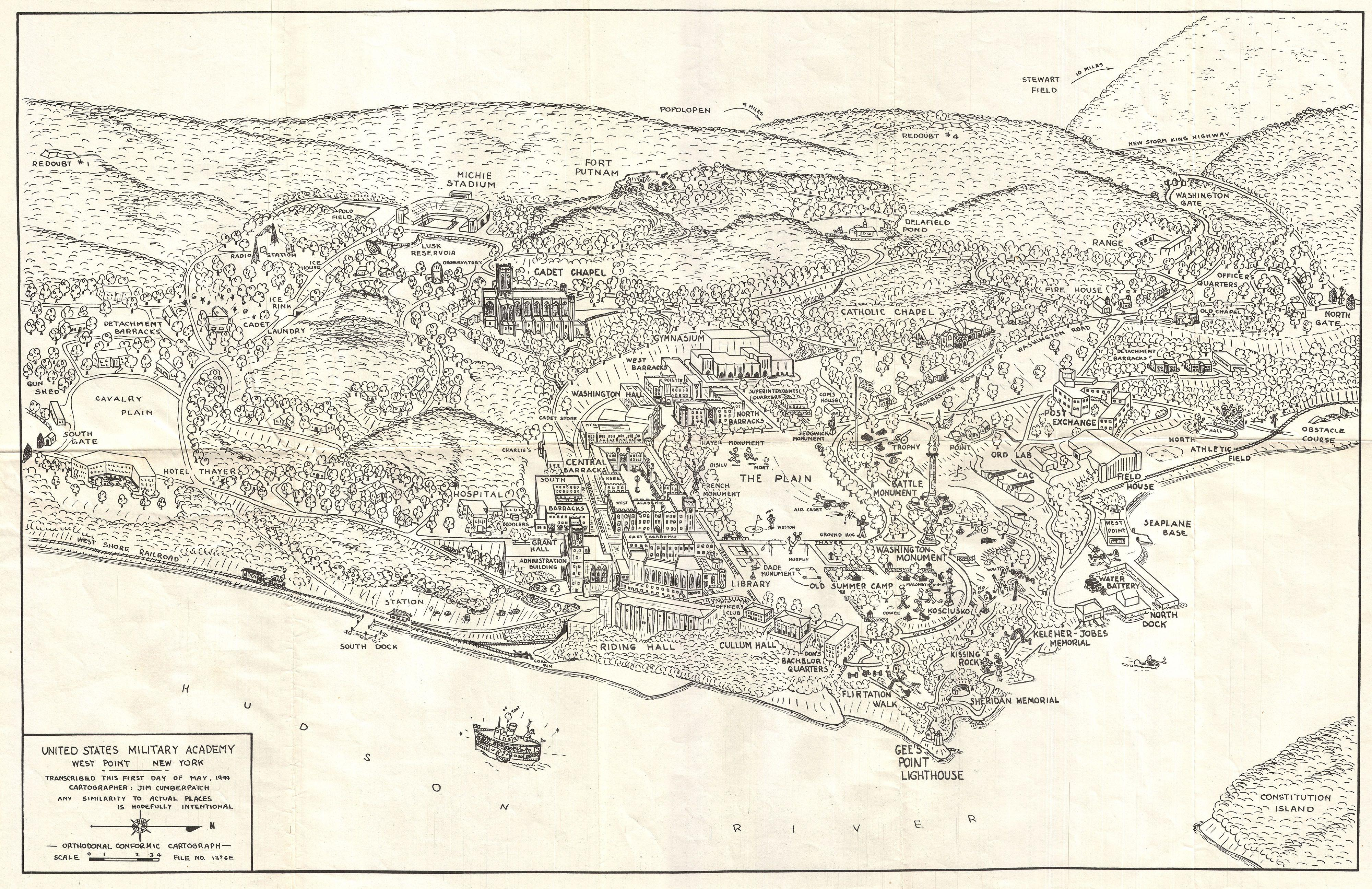
Plan de l'académie de West Point durant la guerre.

Eichelberger est promu général de brigade en octobre 1940 et le mois suivant, il reçoit des ordres pour devenir le commandant en second de la 7e division d'infanterie du général Joseph Stilwell. À la dernière minute, ces ordres sont changés. En effet, le major-général Edwin "Pa" Watson (en) a intercèdé auprès du président Franklin Delano Roosevelt pour que ce dernier nomme Eichelberger comme surintendant de l'Académie militaire de West Point. Avant d'occuper ce poste, Eichelberger rencontre le successeur de Craig comme chef d'état-major, le général George C. Marshall, qui l'avertit que les cours du Command and General Staff College et du War College ont été considérablement raccourcis pour répondre aux besoins de l'expansion rapide de l'armée, et que West Point souffrirait le même sort à moins qu'Eichelberger ne puisse rendre les cours plus pertinent pour les besoins immédiats de l'armée.
En tant que surintendant, Eichelberger tente de ramener West Point au XXe siècle. Il réduit les activités telles que l'équitation et les parades militaires et développe la formation au combat moderne dans laquelle les cadets participent notamment à des exercices militaires aux côtés des unités de la Garde nationale. Il acquiert Stewart Field (en) comme centre de formation et exige que les cadets subissent une formation de base en vol. Cela permet aux cadets de se qualifier comme pilotes alors qu'ils sont encore à West Point. Il se préoccupe également de l'état lamentable de l'équipe de football de West Point (en). Grâce à Pa Watson, il réussit à persuader le chirurgien général de l'armée américaine de lever les restrictions de poids pour permettre aux joueurs plus lourds d'être recrutés. Enfin, il embauche Earl Blaik pour entraîner l'équipe.
Au fil du temps, Marshall vient à penser que les talents d'Eichelberger sont gaspillés à West Point, mais il est contré par Pa Watson, qui veut qu'Eichelberger demeure à West Point. Marshall affirme alors à Watson que les chances d'Eichelberger d'être promu au rang de major-général sont plus faibles s'il ne prend pas le commandement d'une division. En conséquence, Watson ajoute le nom d'Eichelberger tout en haut d'une liste de promotion que le Président doit signer. Finalement Eichelberger est promu au grade de major-général en juillet 1941.
Après la déclaration de guerre des États-Unis au Japon (en) en décembre 1941, Eichelberger demande un transfert dans un commandement de combat. Il a le choix entre trois divisions et choisit la 77e division d'infanterie, qui est réactivée en mars 1942 à Fort Jackson en Caroline du Sud. Les deux autres divisions sont confiées aux majors généraux Omar Bradley et Henry Terrell, Jr. (en). Les trois généraux et leur personnel assistent à un cours de formation à Fort Leavenworth. Eichelberger choisit Clovis E. Byers (en) comme chef d'état-major, un officier qui est également passé par l'université d’État de l'Ohio et West Point et qui avait été membre de la fraternité Phi Gamma Delta.
La période d'Eichelberger au commandement de la 77e division d'infanterie est courte, car le 18 juin 1942 il est nommé commandant du 1er corps d'armée, avec Byers comme son chef d'état-major. Il reçoit la Legion of Merit pour son service auprès de la 77e division d'infanterie. Le 1er corps comprend les 8e, 30e et 77e divisions d'infanterie. Eichelberger se voit confier la tâche d'organiser une démonstration pour des dignitaires dont Winston Churchill, George Marshall, Henry Lewis Stimson, Sir John Dill et Sir Alan Brooke. La démonstration est jugée comme un succès, bien que les yeux entrainés de Brooke et Lesley McNair ont noté quelques défauts, et Eichelberger est nommé commandant des forces américaines pour l'opération Torch. Il reçoit l'ordre de conduire un exercice de débarquement avec les 3e, 9e et 30e divisions d'infanterie dans la baie de Chesapeake en coopération avec le contre-amiral Henry Kent Hewitt.

### Bataille de Buna-Gona

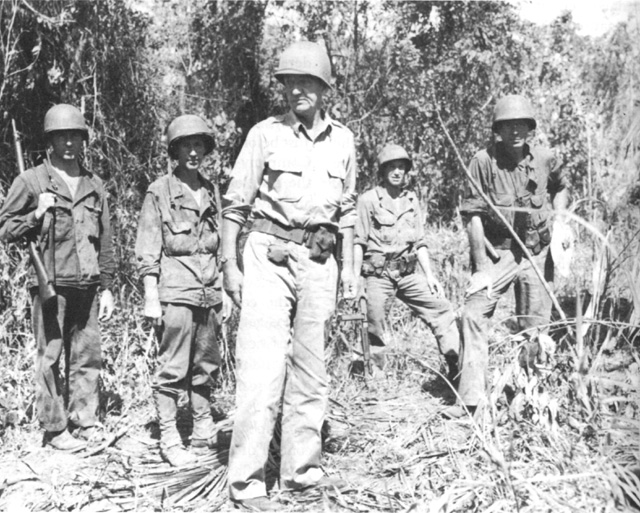
Robert L. Eichelberger avec son état-major à Buna en décembre 1942.

Le 9 août 1942, les ordres d'Eichelberger sont brusquement modifiés. MacArthur, maintenant commandant suprême de la South West Pacific Area, a demandé à ce qu'un quartier général de corps d'armée soit envoyé à son commandement. Le major-général Robert C. Richardson Jr. (en), était initialement prévu pour remplir cette mission, mais Marshall informe MacArthur, que Richardson n'est pas particulièrement disposé à travailler sous commandement Australien. Le QG du 1er corps d'Eichelberger étant prêt pour servir outre-mer et disposant de la formation dans la guerre amphibie, et comme Eichelberger avait déjà servi avec MacArthur, Marshall préfère finalement envoyer Eichelberger. Ce dernier n'est pas satisfait de sa nouvelle mission, surtout lorsqu'il apprend pour Richardson et car il connait assez bien le général MacArthur pour savoir qu'il allait être difficile de s'entendre avec lui.
Eichelberger s'envole pour l'Australie le 20 août avec 22 membres de son état-major à bord d'un B-24 Liberator,. Le 1er corps contrôle les deux divisions américaines présentes en Australie : la 32e division d'infanterie du major-général Edwin F. Harding (en), basée à Camp Cable (en) près de Brisbane et la 41e division d'infanterie de major-général Horace H. Fuller (en) à Rockhampton dans le Queensland,, où Eichelberger, qui a été promu lieutenant-général le 21 octobre, décide d'établir le quartier général du 1er corps. Le 1er corps se retrouve sous le commandement de la First Australian Army du lieutenant-général Sir John Lavarack. À la rencontre des commandants australiens, Eichelberger note que beaucoup d'entre eux ont déjà été au combat avec les Britanniques en Afrique du Nord et, bien qu'ils sont généralement trop polis pour le dire, ces derniers considèrent les Américains comme des théoriciens inexpérimentés. Il est inquiet au sujet de la formation reçue par les deux divisions américaines. Au lieu de s'entraîner pour la guerre dans la jungle (en), ils suivent le même programme que celui dispensé aux États-Unis. Il avertit MacArthur et son chef d'état-major, le major général Richard K. Sutherland, que les divisions ne peuvent pas s'attendre à rencontrer des troupes japonaises expérimentées dans les mêmes conditions. Il décide en septembre que la 32e division d'infanterie doit d'abord rejoindre la Nouvelle-Guinée afin de trouver de meilleures conditions d'entrainement, car le camp Cable est inférieur au camp de la 41e division d'infanterie à Rockhampton.

Les craintes d'Eichelberger se réalisent lorsque la 32e division d'infanterie, trop confiante, subit un sérieux revers dans la bataille de Buna-Gona. Harding pensait pouvoir capturer Buna sans trop de difficulté, mais une préparation médiocre, du renseignement inexact, la formation inadéquate et, surtout, la résistance japonaise, limitent la réussite des efforts américains. Les Américains se trouvent de plus confrontés à un réseau de positions japonaises bien établies et habilement préparées, accessibles seulement par un marécage. Les difficultés des Américains fragilisent leurs relations avec les Australiens qui critiquent violemment les troupes américaines et menacent de dérailler toute la campagne de MacArthur. Eichelberger et un petit groupe du quartier général du 1er corps sont envoyés en urgence à Port Moresby via deux C-47 Dakotas le 30 novembre. MacArthur ordonne à Eichelberger d'assumer le contrôle de la bataille de Buna,. Selon Byers et Eichelberger, MacArthur lui dit d'une voix sinistre : 
« I'm putting you in command at Buna. Relieve Harding. I am sending you in, Bob, and I want you to remove all officers who won't fight. Relieve regimental and battalion commanders; if necessary, put sergeants in charge of battalions and corporals in charge of companies—anyone who will fight. Time is of the essence; the Japanese may land reinforcements any night. General MacArthur strode down the breezy veranda again. He said he had reports that American soldiers were throwing away their weapons and running from the enemy. Then he stopped short and spoke with emphasis. He wanted no misunderstandings about my assignment. Bob, he said, I want you to take Buna, or not come back alive. He paused a moment, and then, without looking at Byers, pointed a finger. And that goes for your chief of staff, too. »
— .
        
« Je vous mets au commandement à Buna. Relevez Harding. Je vous envoie, Bob, et je veux que vous remplaciez tous les officiers qui ne se battront pas. Relevez les commandants des régiments et des bataillons ; si nécessaire, mettez des sergents responsables de bataillons et des caporaux responsables des compagnies, quiconque se battra. Le temps est essentiel ; les Japonais peuvent débarquer des renforts toute la nuit. Le général MacArthur redescendit dans la véranda. Il a dit qu'il avait des rapports que les soldats américains étaient en train de jeter leurs armes et de fuir l'ennemi. Puis il s'arrêta net et parla avec emphase. Il ne voulait aucun malentendu sur ma mission. Bob, dit-il, je veux que vous preniez Buna, ou que vous ne reveniez pas en vie. Il s'arrêta un instant, puis, sans regarder Byers, il le pointa du doigt. Et cela vaut aussi pour votre chef d'état-major. »

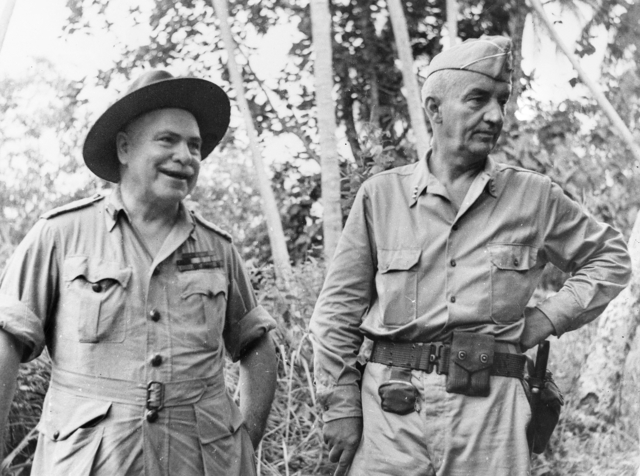
Le général Thomas Blamey (à gauche) et le lieutenant-général Robert L. Eichelberger (à droite), le 14 janvier 1943.

Le lendemain, Eichelberger est transporté à Dobodura, où il prend le commandement des troupes américaines dans la région de Buna. Il relève Harding et le remplace par le commandant d'artillerie de la division, le général de brigade Albert W. Waldron (en). Il relève également d'autres officiers, nommant notamment un capitaine de 26 ans pour commander un bataillon. Quelques-uns des officiers de la 32e division d'infanterie dénoncent d'ailleurs en privé Eichelberger comme impitoyable et « prussien ». Eichelberger décide de donner l'exemple en se déplaçant parmi les troupes sur le front, en partageant leurs épreuves et le danger. Malgré le risque, il porte ses trois étoiles d'argent en première ligne, même s'il sait que les snipers japonais ciblent les officiers, parce qu'il veut que ses troupes sachent que leur commandant est présent. Après que les snipers ont sérieusement blessé Waldron à l'épaule, Eichelberger doit nommer Byers pour commander la 32e division d'infanterie, mais ce dernier est également blessé le 16 décembre. Eichelberger est alors le seul général américain sur le front, et, en conséquence, il prend le commandement directe de la division. Mais, il n'est pas le plus ancien général présent ; il sert en effet en très bonne entente sous le commandement du lieutenant-général australien Edmund Herring,, .
Après la chute de Buna, Eichelberger prend le commandement de la force alliée rassemblée pour réduire les positions restantes japonaises autour de Sanananda, avec le major-gébéral australien Frank Berryman (en) comme son chef d'état-major. La bataille se poursuit jusqu'au 22 janvier 1943. Le prix de la victoire à Buna est élevé. La 32e division a perdu 707 soldats tués et 1 680 blessés ; 8 286 soldats supplémentaires ont été hospitalisés pour causes de maladies tropicales, principalement le paludisme. Ses hommes surnomment d'ailleurs le cimetière de division « Eichelberger Square ». Le 24 janvier, Eichelberger retourne à Port Moresby où il est chaudement accueilli par Herring. Le lendemain, il retourne à Rockhampton. Pour la bataille, Eichelberger reçoit la Distinguished Service Cross avec dix autres généraux. Certains, comme Herring, ont servi au front ; contrairement à d'autres, comme Richard K. Sutherland ou Charles A. Willoughby (en). Eichelberger est également fait chevalier commandeur de l'Ordre de l'Empire britannique. Byers recommande Eichelberger pour la Medal of Honor, mais la nomination est désapprouvée par MacArthur. Un autre officier du personnel d'Eichelberger, le colonel Gordon Byrom Rogers (en), soumet alors la recommandation directement au département de la Guerre. Mais, MacArthur informe le département de la guerre que « parmi beaucoup d'autres membres du personnel immédiat de cet officier, il y avait des critiques sur sa conduite des opérations qui, sans pour autant nuire à son courage personnelle a conduit à de graves considérations lors de son commandement »,.

### Campagne de Nouvelle-Guinée

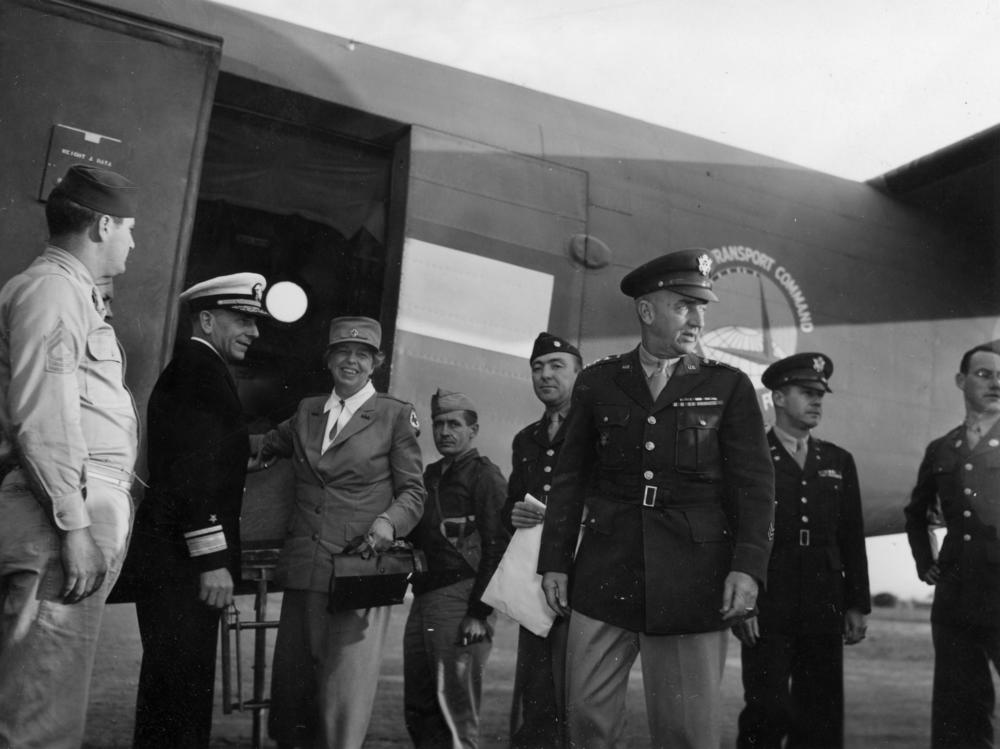
Eleanor Roosevelt arrive à Rockhampton le 9 septembre 1943, accueilli par Frank Forde, ministre australien de l'armée et le général Eichelberger.

En février 1943, le QG de la 6e armée américaine du lieutenant-général Walter Krueger arrive en Australie. Étant donné que la 6e armée est chargée de toute la planification et qu'il y a encore peu d'opérations nécessitant des unités de la taille d'un corps d'armée, Eichelberger est chargé de la formation et de la préparation de la 24e division d'infanterie, qui est arrivée à Hawaï et les 32e et 41e divisions d'infanterie, qui sont rentrées de Papouasie pour préparer de futures missions. Le département de la Guerre demande en mai 1943 si Eichelberger peut être libéré pour commander la 1er armée des États-Unis, mais MacArthur n'accepte pas. Plus tard, le département demande s'il peut être libéré pour commander la 9e armée des États-Unis, mais cela est également refusé, le commandement allant finalement à un camarade de classe de West Point d'Eichelberger, William H. Simpson. Au lieu de cela, il est chargé de la visite d'Eleanor Roosevelt en Australie en septembre 1943. Cette dernière visite Sydney et Melbourne et dîne avec le Gouverneur général d'Australie, Lord Gowrie et le Premier ministre d'Australie John Curtin à Canberra.
En janvier 1944, Eichelberger est informé qu'il sera responsable de la prochaine opération, un débarquement à Hansa Bay (en) avec les 24e et 41e divisions d'infanterie. Cependant, en mars cette opération est annulée en faveur de l'opération Reckless, un débarquement avec les mêmes forces à Hollandia. L'opération fait donc l'impasse sur les défenses japonaises à Hansa Bay, mais c'est risqué parce que Hollandia se trouve en dehors de la couverture aérienne terrestre. La couverture doit être fournie par des porte-avions de la Flotte du Pacifique des États-Unis, mais cela signifie que l'opération doit respecter un calendrier strict. En espérant éviter une répétition de Buna, Eichelberger planifie minutieusement l'opération et met en œuvre un programme de formation approfondie qui met l'accent sur la condition physique, l'initiative individuelle, les tactiques des petites unités et la guerre amphibie. L'opération se déroule bien, principalement parce que la surprise est totale et que peu de Japonais sont présents dans la région. Cependant, le mauvais renseignement topographique empêche de nettoyer certaines plages en raison de la présence de marécages. Des fournitures, du combustible et des munitions étant stockés ensemble sur les plages dans certains cas, le 23 avril, un seul avion japonais suffit pour causer un incendie qui fait 124 victimes et entraine la perte de 60 pour cent de la réserve de munitions. Krueger, consterné, estime qu'Eichelberger a été laissé tomber par son état-major, et lui offre de transférer Byers à un poste de commandant en second de division, mais Eichelberger refuse la proposition.
En juin 1944, Eichelberger est convoqué au QG de la 6e armée par Krueger. La bataille de Biak, où la 41e division d'infanterie a débarqué en mai, se déroule mal, et les aérodromes que MacArthur a promis pour soutenir la bataille de Saipan ne sont pas encore aux mains des Américains. Eichelberger constate que les Japonais, qui sont présents en plus grand nombre que rapporté initialement, sont installés dans les cavernes donnant sur les terrains d'aviation. Tandis que les Américains sont mieux formés et équipés qu'à Buna, les Japonais, eux aussi, emploient leur nouvelle tactique pour éviter de coûteuses contre-attaques et imposer un coup maximum pour chaque pouce de terrain gagné,. Après s'être rendu sur place, Eichelberger conclu que la 41e division d'infanterie de Fuller ne s'en sort pas si mal. Néanmoins, comme à Buna, Eichelberger relève un certain nombre d'officiers qui, selon lui, manque de combativité. Ses ordres sont de remplacer Fuller en tant que commandant des forces opérationnelles plutôt que comme commandant de division, mais Fuller demande à être relevé. Sur la recommandation d'Eichelberger, Fuller est remplacé par le brigadier-général Jens A. Doe (en). Krueger n'est pas impressionné par la performance d'Eichelberger à Biak, concluant que les tactiques d'Eichelberger sont peu imaginatives, et pas meilleurs que celles de Fuller, et qu'elles ont peut-être retardé plutôt qu'accéléré la capture de l'île. D'autre part, MacArthur a jugé suffisante la performance d'Eichelberger pour lui attribuer la Silver Star.

### Campagne des Philippines

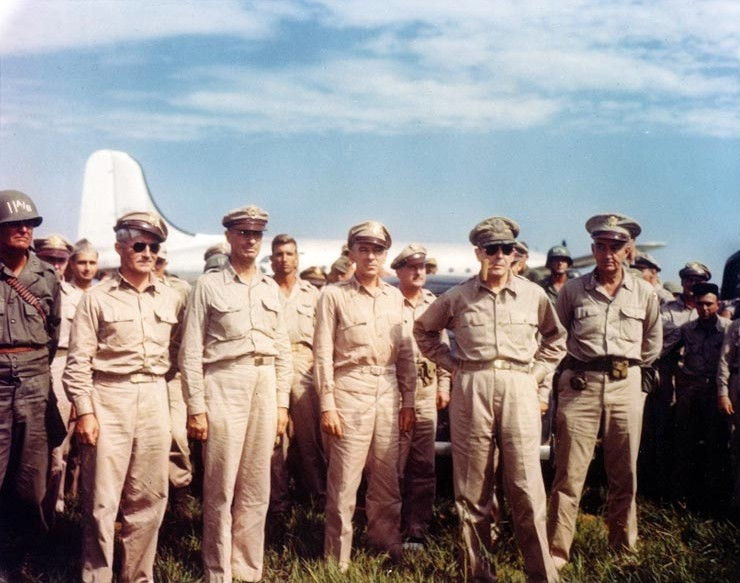
De gauche à droite : le major-général Joseph M. Swing, non identifié, le lieutenant-général Richard K. Sutherland, le Général de l'Armée Douglas MacArthur et lieutenant-général Robert L. Eichelberger à Atsugi au Japon, le 30 août 1945.

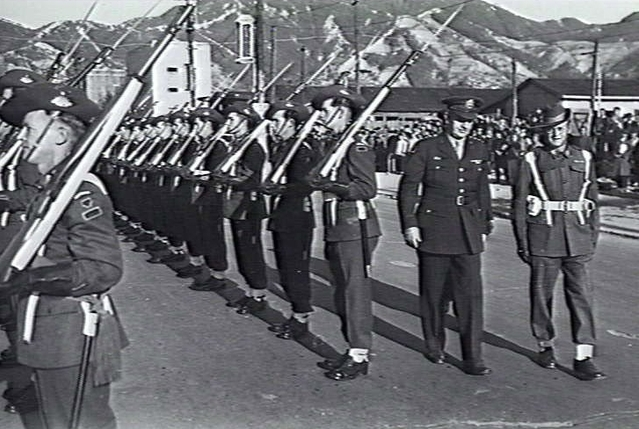
Eichelberger inspecte des troupes australiennes à Kure au Japon en 1946.

Alors qu'il est toujours à Biak, Eichelberger apprend que MacArthur l'a choisi pour commander la 8e armée des États-Unis qui vient d'être créée et qui arrive à Hollandia en août 1944. Eichelberger emmène avec lui deux officiers du 1er corps : Byers et le colonel Frank S. Bowen. La 8e armée prend le contrôle des opérations sur l'île de Leyte en relai de la 6e armée le 26 décembre, le jour après que MacArthur et Krueger ont annoncé que la résistance organisée sur l'île est éliminée. Les unités présentes comprennent notamment l'ancienne unité d'Eichelberger, la 77e division d'infanterie. En deux mois, la 6e armée a tué plus de 55 000 soldats japonais sur Leyte et estime qu'il ne reste plus que 5 000 défenseurs en vie sur l'île. Pourtant, le 8 mai 1945, la 8e armée a déjà tué plus de 24 000 soldats supplémentaires.
En janvier, la 8e armée débute les combats à Luçon, et débarque le 11e corps d'armée du major-général Charles P. Hall le 29 janvier près de San Antonio et la 11e division aéroportée du major-général Joseph M. Swing à Nasugbu deux jours plus tard. Combinant avec la 6e armée, la 8e armée encercle Manille dans un grand mouvement en tenaille. Eichelberger assume le commandement personnel de l'opération, qui implique une avance sur Manille par la 11e division aéroportée légèrement équipée. Cette poussée audacieuse fait des progrès rapides jusqu'à ce qu'elle soit arrêtée par des positions bien préparées dans la banlieue de Manille. Pour son commandement, MacArthur décerne à Eichelberger une autre Silver Star.
La dernière opération de la guerre de la 8e armée est de nettoyer le sud des Philippines, y compris l'île principale de Mindanao, un effort qui occupe les soldats de la 8e armée pour le reste de la guerre. En six semaines, la 8e armée mène 14 opérations majeures et 24 opérations mineures amphibies, déblayant Mindoro, Marinduque, Panay, Negros, Cebu et Bohol. En août 1945, la 8e armée d'Eichelberger participe à l'occupation du Japon. Cette dernière n'est intervenue de manière conséquente que dans un cas où les Japonais avaient formé une garde d’autodéfense pour protéger les femmes contre les viols perpétrés par des GIs hors service. La 8e armée doit déployer des véhicules blindés lors de batailles de rues et arrête les leaders qui sont condamnés à de longues peines de prison,. 
Eichelberger est récompensé une feuille de chêne pour sa Distinguished Service Medal pour ses services en tant que commandant de 1er corps, une seconde pour son commandement de la 8e armée aux Philippines et une troisième pour l'occupation du Japon. Il reçoit également la Navy Distinguished Service Medal, deux feuilles de chêne pour sa Silver Star, la Bronze Star et l'Air Medal. Il est aussi récompensé par un certain nombre d'honneurs étrangers. Il est fait Grand Officier de l'Ordre d'Orange-Nassau des Pays-Bas, Grand Officier de la Légion d'Honneur de France, Grand Officier de l'Ordre de la Couronne et Croix de guerre avec palmes de Belgique, de l'Ordre d'Abdón Calderón d'Équateur, de la Distinguished Service Star, de la Philippine Liberation Medal et de la Légion d'honneur des Philippines et Grand Officier de l'Ordre militaire d'Italie.

## Fin de carrière
Après presque 40 années de service, Eichelberger prend sa retraite avec le rang de lieutenant-général le 31 décembre 1948. En 1950, il s'installe à Asheville en Caroline du Nord, où il habite avec sa femme Emaline jusqu'à la fin de ses jours. Il souffre d'un certain nombre de problèmes de santé, y compris de l'hypertension et du diabète, et doit se faire enlever la vésicule biliaire. Son nom apparait dans une série d'articles du Saturday Evening Post sur ses campagnes dans le Pacifique Sud-Ouest, écrit en fait par le prête-plume Milton MacKaye. Ces articles ont par la suite servit de base  l'écriture du livre, Our Jungle Road to Tokyo. Le livre s'est raisonnablement bien vendu et Harry Truman et Omar Bradley ont demandé des copies autographiées. En 1951, Eichelberger se rend à Hollywood où il travaille comme consultant technique sur Francis Goes to West Point (en) (1952) et The Day the Band Played (1952), mais il n'est pas tout à fait satisfait du résultat. Il rédige également plusieurs articles sur l'Extrême-Orient pour Newsweek, publié en 1954. Il effectue par la suite une série de conférences, donnant des discours sur son expérience de militaire jusqu'en 1955. En 1960, il fait campagne pour Richard Nixon.
En 1954, le Congrès des États-Unis, en reconnaissance de son service, promeut Eichelberger, ainsi que d'autres officiers qui ont commandé des armées ou des formations supérieures semblables au rang de général,. Eichelberger est affligé que Harding et Fuller soit toujours blessés et fâchés contre lui au sujet de leur remplacement, ce qu'il estime être la faute de MacArthur. De son côté, Eichelberger n'a jamais pardonné à Krueger et à Sutherland de lui avoir imputé des fautes réelles ou imaginaires. Quand Sutherland essaie de lui parler, Eichelberger refuse. Finalement, Eichelberger décide d'écrire un livre de révélations qui « détruirait le mythe de MacArthur pour toujours »,. À cette fin, il donne ses archives à l'Université Duke. Jay Luuvas, historien à Duke, publie les lettres d'Eichelberg en 1972 sous le titre Dear Miss Em: General Eichelberger's War in the Pacific 1942–1945. Eichelberger maintient de bonnes relations avec Herring jusqu'à la fin de sa vie. Herring et sa femme Mary Herring (en) retrouvent les Eichelbergers à Asheville en 1953, et ils échangent régulièrement des lettres. Eichelberger subit une chirurgie exploratoire de la prostate à Asheville le 25 septembre 1961. À la suite de complications, il décède d'une pneumonie le lendemain. Il est enterré avec les honneurs militaires dans le cimetière national d'Arlington.